# Orgelet
Orgelet je naselje in občina v vzhodnem francoskem departmaju Jura regije Franche-Comté. Leta 2009 je naselje imelo 1.725 prebivalcev.

## Geografija
Kraj leži v pokrajini Franche-Comté 67 km severovzhodno od Bourg-en-Bressa in 103 km jugozahodno od Besançona.

## Uprava
Orgelet je sedež istoimenskega kantona, v katerega so poleg njegove vključene še občine Alièze, Arthenas, Beffia, Chambéria, Chavéria, Cressia, Dompierre-sur-Mont, Écrille, Essia, Marnézia, Mérona, Moutonne, Nancuise, Onoz, Pimorin, Plaisia, Présilly, Reithouse, Rothonay, Sarrogna, La Tour-du-Meix in Varessia s 4.589 prebivalci.
Kanton Orgelet je sestavni del okrožja Lons-le-Saunier.

## Zanimivosti
- cerkev Marijinega Brezmadežnega spočetja iz 13. do 17. stoletja,
- ruševine cerkve Marijinega Vnebovzetja, Sézéria.

## Osebnosti
- Pierre-François Bouchard (1771-1822), francoski častnik, odkritelj Kamna iz Rosette;

## Pobratena mesta
- Fürstenhagen, Hessisch Lichtenau (Hessen, Nemčija),
- Schlierbach, Avstrija (Zgornja Avstrija, Avstrija).